# Volcán Tahual
El Volcán Tahual es un estratovolcán ubicado en departamento de Jalapa, en el sur de Guatemala. Está situado a 6 km al sur de Monjas y tiene una altitud de 1.716 m s. n. m.
La cumbre del volcán es cubierta de bosque y cortada por un largo cráter de erosión que se extiende en dirección del noreste hasta la base del volcán. Al norte del volcán se encuentra la laguna de Hoyo, un lago de cráter, y unos kilómetros al sureste la caldera de Retana.